# Dvojbran

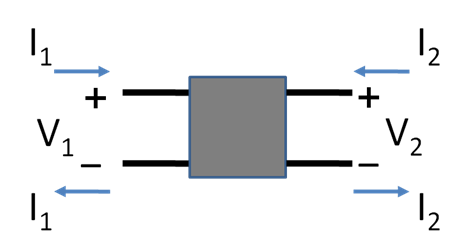
Obr. 1: Příklad dvojbranu s definicemi symbolů. Aby se jednalo o dvojbran, musí být splněny bránové podmínky: Vstupní a výstupní napětí musí být rozdílem příslušných uzlových napětí; proudy protékající oběma póly jedné brány musí být stejně velké, ale opačného znaménka.

Dvojbran (anglicky two-port network), případně čtyřpól, je v elektronice elektrický obvod nebo zařízení se dvěma páry svorek pro připojení k vnějším obvodům. Na svorkách je zkoumáno chování obvodu (proud a napětí - vnější veličiny). Vnitřní zapojení může být jakkoliv složité. Typické využití dvojbranů je u transformátorů, děličů napětí, elektronických filtrů a zesilovačů.
Dvojice svorek tvoří bránu, pokud proudy jimi tekoucí vyhovují nutným podmínkám známým jako bránové podmínky: oběma svorkami jedná brány teče stejný proud opačného směru. Brány tvoří rozhraní, kterými se dvojbran propojuje s jinými obvody, jediné body, kam se přivádí signál nebo odkud se signál odebírá. Bránu 1 zpravidla považujeme za vstupní a bránu 2 za výstupní.
Dvojbrany se používají v matematické obvodové analýze.

## Rozdělení

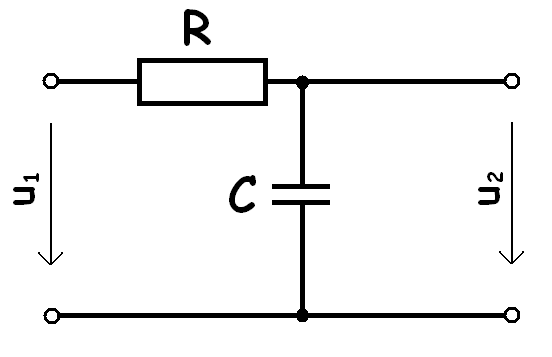
Pasivní filtr (dolní propust) zapojený jako dvojbran

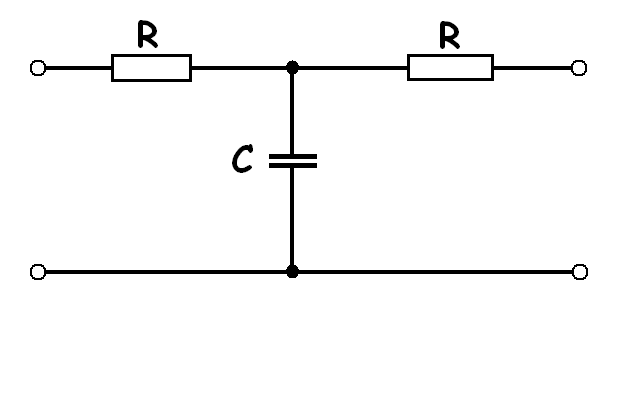
T zapojení

### Podle fyzikální struktury
- lineární (pouze lineární součástky)
- nelineární (obsahuje i nelineární prvky, jako operační zesilovače a tranzistory)
- aktivní (s vnějším zdrojem)
- pasivní (pouze RLC součástky)

### Podletopologie
Podle zapojení:
- T článek
- Π článek
- Γ článek
- složitější články (X, přemostěný T, XTX, …)

Podle symetrie:
- podélně symetrický
- příčně symetrický
- nesymetrický

## Aplikace
Dvojbranový model se používá v technikách matematické obvodové analýzy pro rozdělení větších obvodů na části. Dvojbran je považován za „černou skříňku“, jejíž vlastnosti jsou zadány maticí čísel. Díky tomu lze snadno spočítat jeho odezvu na signály přivedené na brány, bez řešení všech interních napětí a proudů v obvodu. To umožňuje snadno porovnávat podobné obvody nebo zařízení. Za dvojbrany jsou často považovány například tranzistory, které jsou charakterizovány h-parametry (viz níže) udávanými výrobci. Libovolný lineární obvod se čtyřmi svorkami lze považovat za dvojbran, pokud neobsahuje nezávislý zdroj a vyhovuje bránové podmínce.
Příklady obvodů, které lze analyzovat jako dvojbrany, jsou filtry, přizpůsobovací obvody, přenosová vedení, transformátory, a modely malých signálů pro tranzistory (např. hybridní-pí model). Analýza pasivního dvojbranového obvodu je přímým důsledkem věty o reciprocitě, kterou jako první odvodil Lorentz.
V dvojbranových matematických modelech je dvojbran popsán čtvercovou maticí 2×2 komplexních čísel. Běžně používané modely jsou z-parametry, y-parametry, h-parametry, g-parametry, a ABCD-parametry, které jsou podrobně popsány níže. Tyto jsou vesměs omezeny na lineární obvody, protože podkladovým předpokladem jejich odvození je, že libovolná daná obvodová podmínka je lineární superpozicí různých podmínek pro obvody nakrátko a naprázdno. Obvykle se zapisují v maticové notaci, a vyjadřují vztahy mezi proměnnými
V1 – napětí na bráně 1
I1 – proud do brány 1
V2 – napětí na bráně 2
I2 – proud do brány 2
které jsou uvedeny na obrázku 1. Rozdíly mezi různými modely spočívají v tom, které z těchto proměnných jsou považovány za nezávislé. Tyto proudové a napěťové proměnné jsou nejužitečnější při nízkých nebo středních frekvencích. Při vysokých frekvencích (například pro mikrovlnné frekvence) je vhodnější použít proměnné pro výkon a energii, a dvojbranový přístup proud–napětí nahradit přístupem podle rozptylových parametrů.

## Obecné vlastnosti
V praxi se často objevují určité vlastnosti dvojbranů, jejichž použití značné zjednoduší analýzu. Patří k nim:
Reciproké obvodyŘekneme, že obvod je reciproký, pokud napětí, které se objeví na bráně 2, vyvolané proudem přivedeným na bránu 1 je stejné jako napětí, které se objeví na bráně 1, když je stejný proud přiveden na bránu 2. Vzájemná zaměnitelnost napětí a proudů dává ekvivalentní definici reciprocity. Obvod, který se skládá pouze z lineárních pasivních součástek (tj. rezistorů, kondenzátorů a cívek) je obvykle reciproký, významnou výjimkou jsou pasivní cirkulátory a izolátory, které obsahují zmagnetizované materiály. Reciproké obecně nejsou obvody obsahující aktivní součástky např. generátory nebo tranzistory.
Symetrické obvodyObvod je symetrický, pokud jeho vstupní impedance je rovna jeho výstupní impedanci. Symetrické obvody jsou obvykle, i když ne nutně, také fyzicky symetrické. Někdy nás zajímají také antisymetrické obvody. Jde o obvody, jejichž vstupní a výstupní impedance jsou vzájemně duální.
Bezztrátové obvodyBezztrátový obvod je takový, který neobsahuje rezistory nebo jiné prvky, na nichž vzniká výkonová ztráta.

## Impedanční parametry (z-parametry)
{\displaystyle {\begin{pmatrix}V_{1}\\V_{2}\end{pmatrix}}={\begin{pmatrix}z_{11}&z_{12}\\z_{21}&z_{22}\end{pmatrix}}{\begin{pmatrix}I_{1}\\I_{2}\end{pmatrix}}}
kde
{\displaystyle {\begin{aligned}z_{11}&\mathrel {\stackrel {\text{def}}{=}} \left.{\frac {V_{1}}{I_{1}}}\right|_{I_{2}=0}&z_{12}&\mathrel {\stackrel {\text{def}}{=}} \left.{\frac {V_{1}}{I_{2}}}\right|_{I_{1}=0}\\z_{21}&\mathrel {\stackrel {\text{def}}{=}} \left.{\frac {V_{2}}{I_{1}}}\right|_{I_{2}=0}&z_{22}&\mathrel {\stackrel {\text{def}}{=}} \left.{\frac {V_{2}}{I_{2}}}\right|_{I_{1}=0}\end{aligned}}}

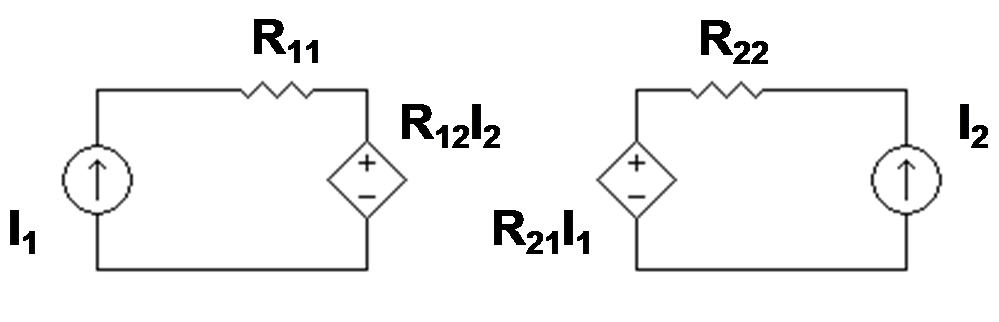
Obr. 2: Z-ekvivalent dvojbranu s nezávislými proměnnými I_{1} a I_{2}. Přestože na obrázku jsou rezistory mohou být použity obecné impedance.

Všechny z-parametry mají rozměr Ohmu.
Pro reciproké obvody platí z12 = z21; pro symetrické obvody z11 = z22; pro reciproké bezztrátové obvody jsou všechny parametry zmn čistě imaginární.

### Příklad: bipolární proudové zrcadlo s emitorovou degenerací

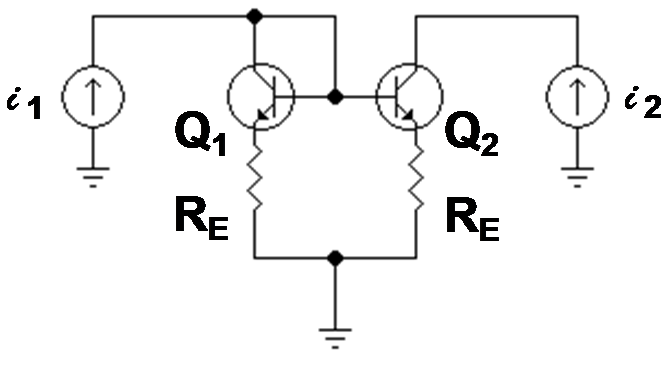
Obr. 3: Bipolární proudové zrcadlo: i_{1} je referenční proud a i_{2} je výstupní proud; psaní veličin malými písmeny indikuje, že jde o celkové proudy, které zahrnují i stejnosměrnou složku.

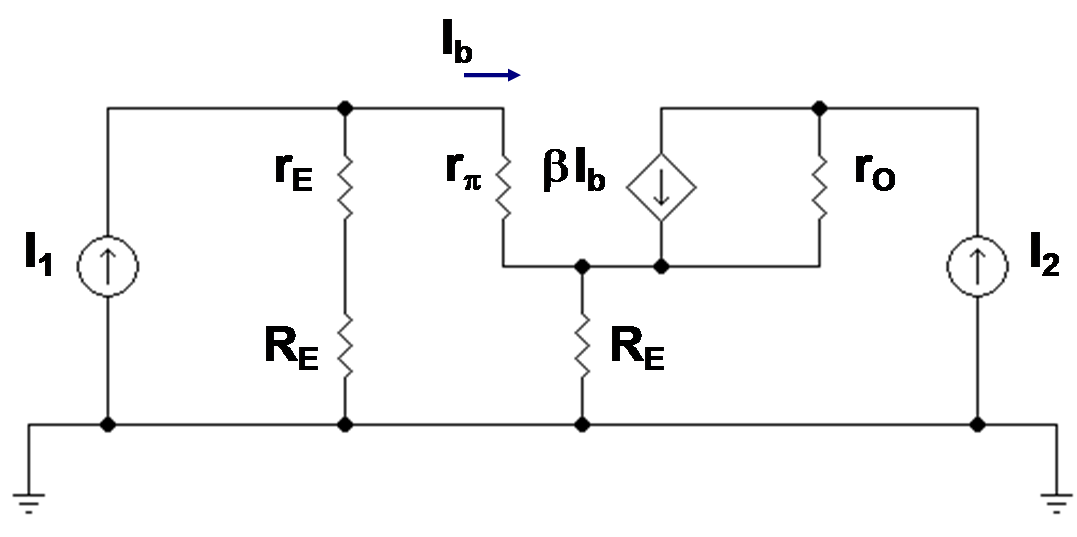
Obr. 4: Bipolární proudové zrcadlo pro malý signál: I1 je amplituda dostatečně malého referenčního proudu a I2 je amplituda dostatečně malého výstupního proudu.

Obrázek 3 ukazuje bipolární proudové zrcadlo s emitorovými rezistory pro zvýšení výstupního odporu. Tranzistor Q1 je diodově propojený, což znamená, že jeho napětí kolektor-báze je nulové. Obrázek 4 ukazuje obvod, který je pro malé signály ekvivalentní s Obrázek 3. Tranzistor Q1 je reprezentován svým emitorovým odporem rE:
{\displaystyle r_{\mathrm {E} }\approx {\frac {{\text{termální napětí, }}V_{\mathrm {T} }}{{\text{proud emitoru, }}I_{E}}},}
zjednodušení je možné, protože závislý proudový zdroj v hybridním-pi modelu pro Q1 odebírá stejný proud jako rezistor 1 / gm připojený přes rπ. Druhý tranzistor Q2 je reprezentován svým hybridním-pi modelem. Tabulka 1 níže ukazuje výrazy z-parametrů, díky nimž je z-ekvivalentní obvod z Obrázku 2 elektricky ekvivalentní s obvodem s malým signálem z Obrázku 4.
|                                                                       | Výraz | Aproximace |
| --------------------------------------------------------------------- | --- | --- |
| {\displaystyle R_{21}=\left.{\frac {V_{2}}{I_{1}}}\right\|_{I_{2}=0}} | {\displaystyle -(\beta r_{\mathrm {O} }-R_{\mathrm {E} }){\frac {r_{\mathrm {E} }+R_{\mathrm {E} }}{r_{\pi }+r_{\mathrm {E} }+2R_{\mathrm {E} }}}}                                                                                             | {\displaystyle -\beta r_{\mathrm {o} }{\frac {r_{\mathrm {E} }+R_{\mathrm {E} }}{r_{\pi }+2R_{\mathrm {E} }}}} |
| {\displaystyle R_{11}=\left.{\frac {V_{1}}{I_{1}}}\right\|_{I_{2}=0}} | {\displaystyle (r_{\mathrm {E} }+R_{\mathrm {E} })\mathbin {\\|} (r_{\pi }+R_{\mathrm {E} })} | |
| {\displaystyle R_{22}=\left.{\frac {V_{2}}{I_{2}}}\right\|_{I_{1}=0}} | {\displaystyle \left(1+\beta {\frac {R_{\mathrm {E} }}{r_{\pi }+r_{\mathrm {E} }+2R_{\mathrm {E} }}}\right)r_{\mathrm {O} }+{\frac {r_{\pi }+r_{\mathrm {E} }+R_{\mathrm {E} }}{r_{\pi }+r_{\mathrm {E} }+2R_{\mathrm {E} }}}R_{\mathrm {E} }} | {\displaystyle \left(1+\beta {\frac {R_{\mathrm {E} }}{r_{\pi }+2R_{\mathrm {E} }}}\right)r_{\mathrm {O} }}    |
| {\displaystyle R_{12}=\left.{\frac {V_{1}}{I_{2}}}\right\|_{I_{1}=0}} | {\displaystyle R_{\mathrm {E} }{\frac {r_{\mathrm {E} }+R_{\mathrm {E} }}{r_{\pi }+r_{\mathrm {E} }+2R_{\mathrm {E} }}}} | {\displaystyle R_{\mathrm {E} }{\frac {r_{\mathrm {E} }+R_{\mathrm {E} }}{r_{\pi }+2R_{\mathrm {E} }}}}        |

V těchto parametrech je vidět záporná zpětná vazba zavedená rezistory RE. Pokud se používají například jako aktivní zátěž v diferenciálním zesilovači, I1 ≈ −I2, což činí výstupní impedance zrcadla přibližně
{\displaystyle R_{22}-R_{21}\approx {\frac {2\beta r_{\mathrm {O} }R_{\mathrm {E} }}{r_{\pi }+2R_{\mathrm {E} }}}}
v porovnání s pouze rO bez zpětné vazby (to je s RE = 0 Ω). Impedance na referenční straně zrcadla, přibližně
{\displaystyle R_{11}-R_{12}\approx {\frac {r_{\pi }}{r_{\pi }+2R_{\mathrm {E} }}}(r_{\mathrm {E} }+R_{\mathrm {E} }),}
je zároveň pouze malá hodnota, která je však stále větší než rE bez zpětné vazby. Pozitivní je, že velký výstupní odpor v aplikacích diferenciálního zesilovače zvyšuje zisk v rozdílovém režimu, a malý vstupní odpor zrcadla je žádoucí, aby se zabránilo Millerově efektu.

## Admitanční parametry (y-parametry)
{\displaystyle {\begin{pmatrix}I_{1}\\I_{2}\end{pmatrix}}={\begin{pmatrix}y_{11}&y_{12}\\y_{21}&y_{22}\end{pmatrix}}{\begin{pmatrix}V_{1}\\V_{2}\end{pmatrix}}}
kde
{\displaystyle {\begin{aligned}y_{11}&\mathrel {\stackrel {\text{def}}{=}} \left.{\frac {I_{1}}{V_{1}}}\right|_{V_{2}=0}&y_{12}&\mathrel {\stackrel {\text{def}}{=}} \left.{\frac {I_{1}}{V_{2}}}\right|_{V_{1}=0}\\y_{21}&\mathrel {\stackrel {\text{def}}{=}} \left.{\frac {I_{2}}{V_{1}}}\right|_{V_{2}=0}&y_{22}&\mathrel {\stackrel {\text{def}}{=}} \left.{\frac {I_{2}}{V_{2}}}\right|_{V_{1}=0}\end{aligned}}}

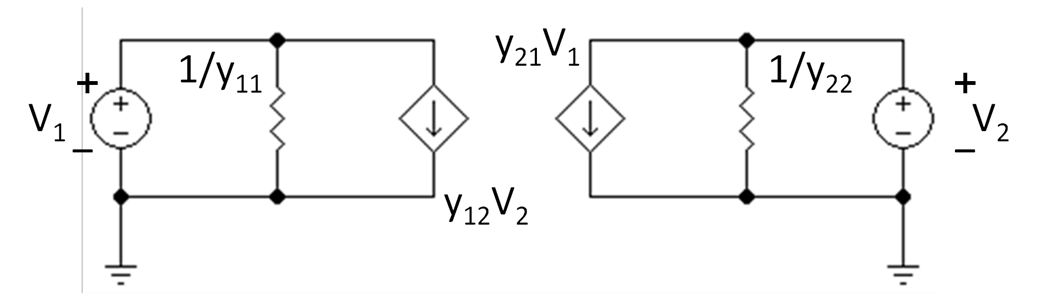
Obr. 5: Y-ekvivalent dvojbran s nezávislými proměnnými V1 a V2. Přestože na obrázku jsou rezistory, mohou být použity obecné impedance.

Všechny Y-parametry mají rozměr Siemens.
Pro reciproké obvody platí y12 = y21; pro symetrické obvody y11 = y22; pro reciproké bezztrátové obvody jsou všechny ymn čistě imaginární.

## Hybridní parametry (h-parametry)
{\displaystyle {\begin{pmatrix}V_{1}\\I_{2}\end{pmatrix}}={\begin{pmatrix}h_{11}&h_{12}\\h_{21}&h_{22}\end{pmatrix}}{\begin{pmatrix}I_{1}\\V_{2}\end{pmatrix}}}
kde
{\displaystyle {\begin{aligned}h_{11}&\mathrel {\stackrel {\text{def}}{=}} \left.{\frac {V_{1}}{I_{1}}}\right|_{V_{2}=0}&h_{12}&\mathrel {\stackrel {\text{def}}{=}} \left.{\frac {V_{1}}{V_{2}}}\right|_{I_{1}=0}\\h_{21}&\mathrel {\stackrel {\text{def}}{=}} \left.{\frac {I_{2}}{I_{1}}}\right|_{V_{2}=0}&h_{22}&\mathrel {\stackrel {\text{def}}{=}} \left.{\frac {I_{2}}{V_{2}}}\right|_{I_{1}=0}\end{aligned}}}

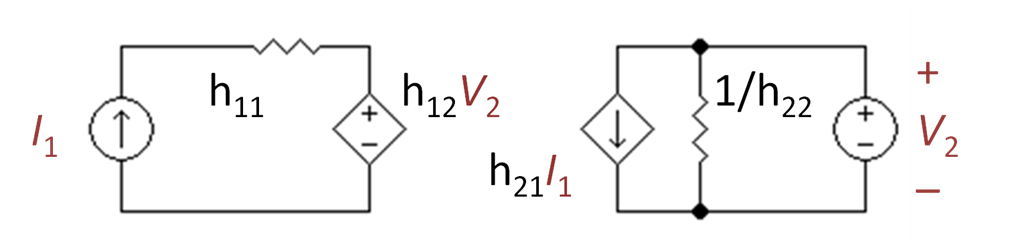
Obr. 6: Dvouportový H-ekvivalent zobrazující nezávislé proměnné I1 a V2; Je použita převrácená hodnota parametru h_{22} jako by se jednalo o rezistor.

Tento model se často volí, když je na výstupu požadován proudový zesilovač. Je nejpoužívanějším modelem pro popis tranzistoru v nízkofrekvenčních obvodech. Ve schématu uvedené rezistory mohou být obecnými impedancemi.
h-parametry mimo hlavní diagonálu jsou bezrozměrné veličiny, zatímco členy na hlavní diagonále mají vzájemně reciproký rozměr.
- h11 je vstupní impedance
- h12 je zpětný napěťový přenos (zpětné zesílení)
- h21 je proudový zesilovací činitel
- h22 je výstupní vodivost

Pro reciproké obvody platí h12 = –h21; pro symetrické obvody h11h22 – h12h21 = 1; pro reciproké bezztrátové obvody jsou h12 a h21 reálné, zatímco h11 a h22 jsou čistě imaginární.

### Příklad: zesilovač se společnou bází

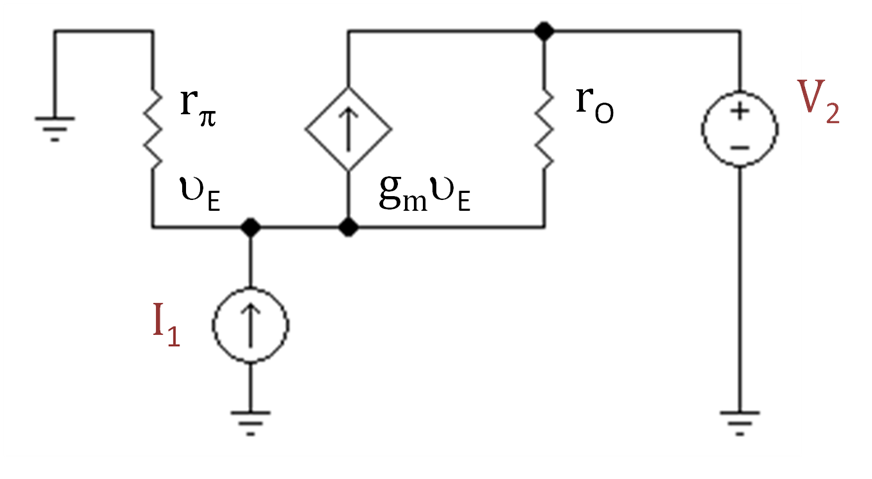
Obr. 7: Zesilovač se společnou bází se zdrojem střídavého proudu I1 jako vstupem signálu a nespecifikovanou zátěží dodávající napětí V2 a závislý proud I2

Poznámka: Vzorce v Tabulce 2 zajišťují, že h-ekvivalentní obvod tranzistoru z Obrázku 6 souhlasí s jeho hybridním pí modelem pro malé signály a nízké frekvence na obrázku 7. Notace: rπ je bázový odpor tranzistoru, rO je výstupní odpor, a gm je vzájemná transkonduktance. Záporné znaménko pro h21 odráží konvence, že I1, I2 jsou kladný, když orientovaný do dvojbran. Nenulová hodnota pro h12 znamená, že výstupní napětí způsobuje vstupní napětí, to jest, tento zesilovač je obousměrný. Pokud h12 = 0, zesilovač je jednosměrný.
|                                                                       | Výraz | Aproximace                                                |
| --------------------------------------------------------------------- | --- | --------------------------------------------------------- |
| {\displaystyle h_{21}=\left.{\frac {I_{2}}{I_{1}}}\right\|_{V_{2}=0}} | {\displaystyle -{\frac {{\frac {\beta }{\beta +1}}r_{\mathrm {O} }+r_{\pi }}{r_{\mathrm {O} }+r_{\pi }}}} | {\displaystyle -{\frac {\beta }{\beta +1}}}               |
| {\displaystyle h_{11}=\left.{\frac {V_{1}}{I_{1}}}\right\|_{V_{2}=0}} | {\displaystyle r_{\pi }\mathbin {\\|} r_{\mathrm {O} }}                                                   | {\displaystyle r_{\pi }}                                  |
| {\displaystyle h_{22}=\left.{\frac {I_{2}}{V_{2}}}\right\|_{I_{1}=0}} | {\displaystyle {\frac {1}{(\beta +1)(r_{\mathrm {O} }+r_{\pi })}}}                                        | {\displaystyle {\frac {1}{(\beta +1)r_{\mathrm {O} }}}}   |
| {\displaystyle h_{12}=\left.{\frac {V_{1}}{V_{2}}}\right\|_{I_{1}=0}} | {\displaystyle {\frac {r_{\pi }}{r_{\mathrm {O} }+r_{\pi }}}}                                             | {\displaystyle {\frac {r_{\pi }}{r_{\mathrm {O} }}}\ll 1} |

### Historie
h-parametrům se zpočátku říkalo sériovo-paralelní parametry. Termín hybridní pro popis těchto parametrů poprvé použil D. A. Alsberg v roce 1953 v „Tranzistor metrology“. V roce 1954 sdružený výbor IRE a AIEE přijal termín h-parametry a doporučil, aby se tyto parametry staly standardní metodou pro testování a udávání charakteristik tranzistorů, protože byly „překvapivě přizpůsobitelné fyzickým charakteristikám tranzistorů“. V roce 1956 se doporučení stalo vydaným standardem; 56 IRE 28.S2. Po sloučení těchto dvou organizací do IEEE se standard stal Std 218-1956 a byl znovu potvrzen v roce 1980, ale nyní byl opuštěn.

## Inverzní hybridní parametry (g-parametry)
{\displaystyle {\begin{pmatrix}I_{1}\\V_{2}\end{pmatrix}}={\begin{pmatrix}g_{11}&g_{12}\\g_{21}&g_{22}\end{pmatrix}}{\begin{pmatrix}V_{1}\\I_{2}\end{pmatrix}}}
kde
{\displaystyle {\begin{aligned}g_{11}&\mathrel {\stackrel {\text{def}}{=}} \left.{\frac {I_{1}}{V_{1}}}\right|_{I_{2}=0}&g_{12}&\mathrel {\stackrel {\text{def}}{=}} \left.{\frac {I_{1}}{I_{2}}}\right|_{V_{1}=0}\\g_{21}&\mathrel {\stackrel {\text{def}}{=}} \left.{\frac {V_{2}}{V_{1}}}\right|_{I_{2}=0}&g_{22}&\mathrel {\stackrel {\text{def}}{=}} \left.{\frac {V_{2}}{I_{2}}}\right|_{V_{1}=0}\end{aligned}}}

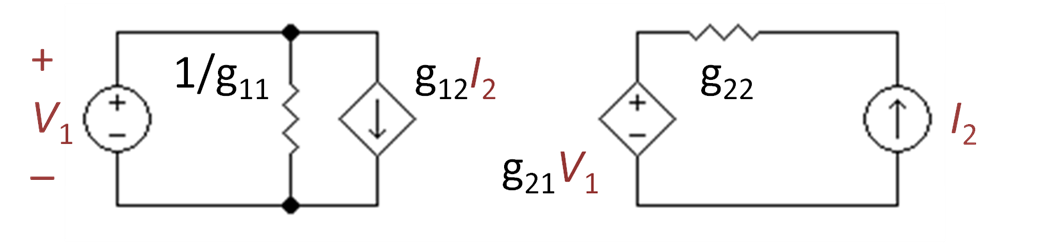
Obr. 8: G-ekvivalentní dvojport znázorňující nezávislé veličiny V1a I2; je použita převrácená hodnota parametru g_{11} jako by se jednalo o rezistor.

Tento obvod se často používá, pokud na výstupu požadujeme napěťový zesilovač. g-parametry mimo diagonálu jsou bezrozměrné, zatímco diagonální členy mají rozměry vzájemně reciproké. Místo rezistorů uvedených ve schématu mohou být obecné impedance.

### Příklad: zesilovač se společnou bází

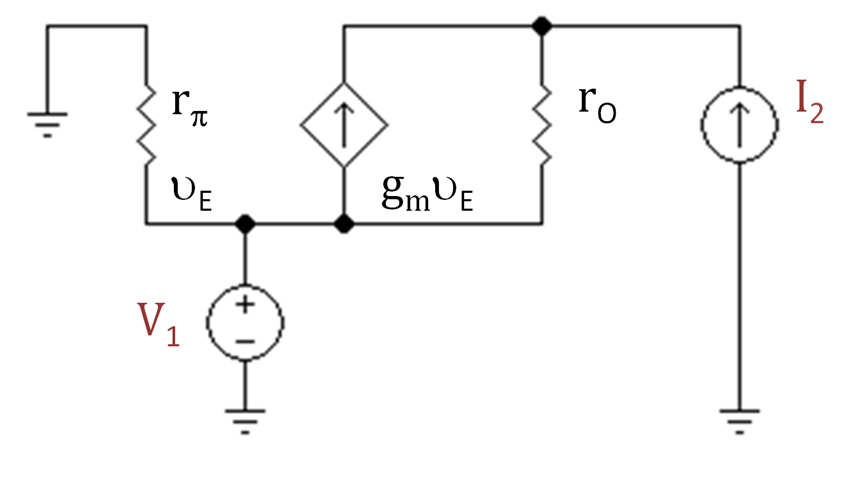
Obr. 9: Zesilovač se společnou bází se zdrojem střídavého napětí V1 jako vstupem signálu a nespecifikovanou zátěží dodávající proud I2 při závislém napětí V2.

Poznámka: Tabelované vzorce v Tabulce 3 zajišťují, že g-ekvivalentní obvod tranzistoru z Obrázek 8 souhlasí s jeho hybridním pí modelem pro malé signály a nízké frekvence na obrázku 9. Notace: rπ je bázový odpor tranzistoru, rO je výstupní odpor, a gm je vzájemná transkonduktance. Záporné znaménko pro g12 odráží konvenci, že proudy I1, I2 jsou kladné, pokud jsou orientované do dvojbranu. Nenulová hodnota g12 znamená, že výstupní proud způsobuje vstupní proud, to jest, že tento zesilovač je dvoustranný. Pokud g12 = 0, zesilovač je jednostranný.
|                                                                       | Výraz                                                                                   | Aproximace                                       |
| --------------------------------------------------------------------- | --------------------------------------------------------------------------------------- | ------------------------------------------------ |
| {\displaystyle g_{21}=\left.{\frac {V_{2}}{V_{1}}}\right\|_{I_{2}=0}} | {\displaystyle {\frac {r_{\mathrm {o} }}{r_{\pi }}}+g_{\mathrm {m} }r_{\mathrm {O} }+1} | {\displaystyle g_{\mathrm {m} }r_{\mathrm {O} }} |
| {\displaystyle g_{11}=\left.{\frac {I_{1}}{V_{1}}}\right\|_{I_{2}=0}} | {\displaystyle {\frac {1}{r_{\pi }}}}                                                   | {\displaystyle {\frac {1}{r_{\pi }}}}            |
| {\displaystyle g_{22}=\left.{\frac {V_{2}}{I_{2}}}\right\|_{V_{1}=0}} | {\displaystyle r_{\mathrm {O} }}                                                        | {\displaystyle r_{\mathrm {O} }}                 |
| {\displaystyle g_{12}=\left.{\frac {I_{1}}{I_{2}}}\right\|_{V_{1}=0}} | {\displaystyle -{\frac {\beta +1}{\beta }}}                                             | {\displaystyle -1}                               |

## ABCD-parametry
ABCD-parametry se nazývají řetězové, kaskádové nebo přenosové parametry. Existují různé definice ABCD parametrů, nejobvyklejší je,
{\displaystyle {\begin{pmatrix}V_{1}\\I_{1}\end{pmatrix}}={\begin{pmatrix}A&B\\C&D\end{pmatrix}}{\begin{pmatrix}V_{2}\\-I_{2}\end{pmatrix}}}
Poznámka: Někteří autoři používají opačný směr I2 a proto před tímto členem nemají záporné znaménko.
kde
{\displaystyle {\begin{aligned}A&\mathrel {\stackrel {\text{def}}{=}} \left.{\frac {V_{1}}{V_{2}}}\right|_{I_{2}=0}&B&\mathrel {\stackrel {\text{def}}{=}} \left.-{\frac {V_{1}}{I_{2}}}\right|_{V_{2}=0}\\C&\mathrel {\stackrel {\text{def}}{=}} \left.{\frac {I_{1}}{V_{2}}}\right|_{I_{2}=0}&D&\mathrel {\stackrel {\text{def}}{=}} \left.-{\frac {I_{1}}{I_{2}}}\right|_{V_{2}=0}\end{aligned}}}
Pro reciproké obvody platí AD – BC = 1; pro symetrické obvody A = D; pro obvody který jsou reciproké a bezztrátové, jsou hodnoty A a D čistě reálné, zatímco B a C jsou čistě imaginární.
Výhodou této reprezentace je, že když se parametry používají pro reprezentaci kaskády dvojbranů, matice se píšou ve stejném pořadí, v jakém se kreslí schéma zapojení, to jest zleva doprava. Používají se však i jiné definice.
{\displaystyle {\begin{pmatrix}V_{2}\\-I_{2}\end{pmatrix}}={\begin{pmatrix}A'&B'\\C'&D'\end{pmatrix}}{\begin{pmatrix}V_{1}\\I_{1}\end{pmatrix}}}
kde
{\displaystyle {\begin{aligned}A'&\mathrel {\stackrel {\text{def}}{=}} \left.{\frac {V_{2}}{V_{1}}}\right|_{I_{1}=0}&B'&\mathrel {\stackrel {\text{def}}{=}} \left.{\frac {V_{2}}{I_{1}}}\right|_{V_{1}=0}\\C'&\mathrel {\stackrel {\text{def}}{=}} \left.-{\frac {I_{2}}{V_{1}}}\right|_{I_{1}=0}&D'&\mathrel {\stackrel {\text{def}}{=}} \left.-{\frac {I_{2}}{I_{1}}}\right|_{V_{1}=0}\end{aligned}}}
Záporné znaménko u –I2 je použito, aby výstupní proud jedné kaskádované fáze (jak se objevuje v matici) byl rovný vstupnímu proudu následující. Bez záporného znaménka by tyto proudy měly opačný smysl, protože podle konvence proud, který teče do brány, má kladný směr. Díky tomu lze vstupní maticový vektor napětí a proudů přímo nahradit maticovou rovnicí předchozí kaskádované fáze pro vytvoření kombinované matice  A'B'C'D'.
Někteří autoři reprezentují parametry ABCD maticí prvků označených aij a inverzní parametry  A'B'C'D' maticí prvků označených bij pro zkrácení zápisu a zamezení záměně parametrů s obvodovými prvky.
{\displaystyle {\begin{aligned}\left[\mathbf {a} \right]&={\begin{pmatrix}a_{11}&a_{12}\\a_{21}&a_{22}\end{pmatrix}}={\begin{pmatrix}A&B\\C&D\end{pmatrix}}\\\left[\mathbf {b} \right]&={\begin{pmatrix}b_{11}&b_{12}\\b_{21}&b_{22}\end{pmatrix}}={\begin{pmatrix}A'&B'\\C'&D'\end{pmatrix}}\end{aligned}}}

### Tabulka přenosových parametrů
Následující tabulka ukazuje parametry ABCD a inverzní parametry ABCD některých jednoduchých obvodových prvků.
| Prvek                | [a] matice | [b] matice | Poznámky |
| -------------------- | --- | --- | --- |
| sériová impedance    | {\displaystyle {\begin{pmatrix}1&Z\\0&1\end{pmatrix}}}                                                                                | {\displaystyle {\begin{pmatrix}1&-Z\\0&1\end{pmatrix}}}                                                                                             | Z je impedance |
| bočníková admitance  | {\displaystyle {\begin{pmatrix}1&0\\Y&1\end{pmatrix}}}                                                                                | {\displaystyle {\begin{pmatrix}1&0\\-Y&1\end{pmatrix}}}                                                                                             | Y je admitance |
| sériová indukčnost   | {\displaystyle {\begin{pmatrix}1&sL\\0&1\end{pmatrix}}}                                                                               | {\displaystyle {\begin{pmatrix}1&-sL\\0&1\end{pmatrix}}}                                                                                            | L je induktance s je komplexní úhlová frekvence                                                                                    |
| bočníková indukčnost | {\displaystyle {\begin{pmatrix}1&0\\{1 \over sL}&1\end{pmatrix}}}                                                                     | {\displaystyle {\begin{pmatrix}1&0\\-{\frac {1}{sL}}&1\end{pmatrix}}}                                                                               | L je induktance s je komplexní úhlová frekvence                                                                                    |
| sériová kapacita     | {\displaystyle {\begin{pmatrix}1&{1 \over sC}\\0&1\end{pmatrix}}}                                                                     | {\displaystyle {\begin{pmatrix}1&-{\frac {1}{sC}}\\0&1\end{pmatrix}}}                                                                               | C je kapacita s je komplexní úhlová frekvence                                                                                      |
| bočníková kapacita   | {\displaystyle {\begin{pmatrix}1&0\\sC&1\end{pmatrix}}}                                                                               | {\displaystyle {\begin{pmatrix}1&0\\-sC&1\end{pmatrix}}}                                                                                            | C je kapacita s je komplexní úhlová frekvence                                                                                      |
| přenosové vedení     | {\displaystyle {\begin{pmatrix}\cosh(\gamma l)&Z_{0}\sinh(\gamma l)\\{\frac {1}{Z_{0}}}\sinh(\gamma l)&\cosh(\gamma l)\end{pmatrix}}} | {\displaystyle {\begin{pmatrix}\cosh(\gamma l)&-Z_{0}\sinh(\gamma l)\\-{\frac {1}{Z_{0}}}\sinh \left(\gamma l\right)&\cosh(\gamma l)\end{pmatrix}}} | Z0 je charakteristická impedance γ je konstanta šíření ({\displaystyle \gamma =\alpha +i\beta }) l je délka přenosového vedení (m) |

## Rozptylové parametry (S-parametry)

Obr. 17: Vlnová terminologie použitá pro definici S-parametru.

Předchozí parametry jsou vesměs definovány pomocí napětí a proudů bran. S-parametry jsou odlišné, a jsou definovaný pomocí incident a odražených vln branami. S-parametry se používají primárně pro UHF a mikrovlnné frekvence, kde je obtížné měřit napětí a proudy přímo. Na druhou stranu, incident a odražený výkon lze snadno měřit použitím směrových vazebných členů. Definice je,
{\displaystyle {\begin{pmatrix}b_{1}\\b_{2}\end{pmatrix}}={\begin{pmatrix}S_{11}&S_{12}\\S_{21}&S_{22}\end{pmatrix}}{\begin{pmatrix}a_{1}\\a_{2}\end{pmatrix}}}
kde ak jsou incident vlny a bk jsou odražený vlny na bráně k. Je obvyklý definovat ak a bk pomocí druhá odmocnina výkonu. Následně, existuje vztah s vlna napětí (viz hlavní článek pro detaily).
Pro reciproké obvody platí S12 = S21; pro symetrické obvody S11 = S22; pro antisymetrické obvody S11 = –S22; pro bezztrátové reciproké obvody {\displaystyle |S_{11}|=|S_{22}|} a {\displaystyle |S_{11}|^{2}+|S_{12}|^{2}=1.}

## Rozptylové přenosové parametry (T-parametry)
Rozptylové přenosové parametry jsou stejně jako rozptylové parametry definovány pomocí incident a odražený vlny. Rozdílem je, že T-parametry se týkají vln na bráně 1 do vlny na bráně 2 zatímco S-parametry se týkají odražených vln do incident vlny. V tomto ohledu T-parametry vyplnit stejný roli jako ABCD parametry a umožňuje T-parametry kaskádovaných sítí být spočítaný znásobením matic komponent obvody. T-parametry můžeme stejně jako jako ABCD parametry nazývat přenosovými parametry. Definice je,
{\displaystyle {\begin{pmatrix}a_{1}\\b_{1}\end{pmatrix}}={\begin{pmatrix}T_{11}&T_{12}\\T_{21}&T_{22}\end{pmatrix}}{\begin{pmatrix}b_{2}\\a_{2}\end{pmatrix}}}
T-parametry nelze přímo měřit tak snadno jako S-parametry. S-parametry však lze snadno zkonvertovat na T-parametry, jak je popsáno v hlavním článku.

## Kombinace dvojbranových sítí
Při propojení dvou nebo více dvojbranových obvodů lze dvojbranové parametry kombinovaného obvodu nalézt provedením určitých maticových operací s maticemi parametrů jednotlivých dvojbranů. Maticové operace mohou být obzvlášť jednoduché při vhodné volbě dvojbranových parametrů podle způsobu propojení dvojbranů. Například při sériovém propojení bran jsou nejlepší z-parametry.
Kombinační pravidla je třeba používat s rozmyslem. Některá propojení (když se propojují různé potenciály) vedou k porušení bránových podmínek, a kombinační pravidlo již nebude platit. Pro kontrolu přípustnosti kombinace lze použít Bruneho test. Tento problém lze překonat umístěním ideálních transformátorů 1:1 na výstupy problematických dvojbranů. Tím se nezmění parametry dvojbranů, ale zajistí se, že při propojení nedojde k porušení bránová podmínek. Příklad tohoto problému je ukázán na sériovo-sériovém propojení na obrazcích 11 a 12 níže.

### Sériovo-sériové propojení

Obr. 10: Dva dvojbranové obvody se vstupními i výstupními branami zapojenými sériově.

Pokud jsou dvojbrany propojeny sériovo-sériově, jak je ukázáno na obrázku 10, nejlepší volbou dvojbranových parametrů jsou z-parametry. z-parametry kombinovaného obvodu je možné nalézt sečtením matic z-parametrů.
{\displaystyle [\mathbf {z} ]=[\mathbf {z} ]_{1}+[\mathbf {z} ]_{2}}

Obr. 11: Příklad nesprávného propojení dvojbranů. R_{1} sponího dvojbranu je zkratován.

Obr. 12: Použití ideálních transformátorů pro obnovení bránové podmínky pro propojené obvody.

Jak bylo zmíněno výše, některé obvody této analýze přímo neodpovídají. Jednoduchý příkladem je dvojbran sestávající z L-obvodu rezistorů R1 a R2. z-parametry tohoto obvodu jsou:
{\displaystyle [\mathbf {z} ]_{1}={\begin{pmatrix}R_{1}+R_{2}&R_{2}\\R_{2}&R_{2}\end{pmatrix}}}
Obrázek 11 ukazuje dva takové identické obvody propojené sériovo-sériově. Celkové z-parametry dané sečtením matic jsou
{\displaystyle [\mathbf {z} ]=[\mathbf {z} ]_{1}+[\mathbf {z} ]_{2}=2[\mathbf {z} ]_{1}={\begin{pmatrix}2R_{1}+2R_{2}&2R_{2}\\2R_{2}&2R_{2}\end{pmatrix}}}
Přímá analýza kombinovaného obvodu však ukazuje, že
{\displaystyle [\mathbf {z} ]={\begin{pmatrix}R_{1}+2R_{2}&2R_{2}\\2R_{2}&2R_{2}\end{pmatrix}}}
Nesoulad lze vysvětlit tím, že R1 dolního dvojbranu je obcházen zkratem mezi dvěma svorkami výstupních bran. Dostáváme ne proud tekoucí jednou svorkou v každý ze vstupních bran ze dvou jednotlivých obvodů. V důsledku toho je bránová podmínka porušena pro obě vstupní brány původního obvodu, protože proud stále může téct druhou svorkou. Tento problém lze vyřešit vložením ideálního transformátoru do výstupní brány alespoň jednoho z dvojbranů. Přestože se jedná o běžný učebnicový přístup k prezentaci teorie dvojbranů, o použití transformátorů je třeba v praxi rozhodnout pro každý jednotlivý návrh.

### Paralelně-paralelní propojení

Obr. 13: Dva dvojbranové obvody se vstupními branami zapojenými paralelně výstupními branami zapojenými paralelně.

Při paralelně-paralelním propojení dvojbranů znázorněným na obrázku 13 jsou nejlepší volbou dvojbranových parametrů y-parametry. y-parametry kombinovaného obvodu lze získat maticovým sčítáním matic y-parametrů.
{\displaystyle [\mathbf {y} ]=[\mathbf {y} ]_{1}+[\mathbf {y} ]_{2}}

### Sériovo-paralelní propojení

Obr. 14: Dva dvojbranové obvody se vstupními branami zapojenými sériové zapojení výstupními branami zapojenými paralelně.

Pokud jsou dvojbrany propojeny sériovo-paralelně, jak je ukázáno na obrázku 14, nejlepší volbou dvojbranových parametrů jsou h-parametry. h-parametry kombinovaného obvodu lze získat maticovým sečtením matic h-parametrů.
{\displaystyle [\mathbf {h} ]=[\mathbf {h} ]_{1}+[\mathbf {h} ]_{2}}

### Paralelně-sériové propojení

Obr. 15: Dva dvojbranové obvody se vstupními branami propojenými paralelně a výstupními branami propojenými sériově.

Pokud jsou dvojbrany propojeny paralelně-sériově, jak je ukázáno na obrázku 15, nejlepší volbou dvojbranových parametrů jsou g-parametry. g-parametry kombinovaného obvodu lze získat maticovým sečtením matic g-parametrů.
{\displaystyle [\mathbf {g} ]=[\mathbf {g} ]_{1}+[\mathbf {g} ]_{2}}

### Kaskádové propojení

Obr. 16: Dva dvojbranové obvody s výstupní branou prvního zapojený do vstupní branou druhého.

Pokud jsou dvojbrany propojený s výstupní branou prvního zapojenou na vstupní bránu druhého (kaskádové propojení) jak je ukázáno na obrázku 16, nejlepší volba dvojbranový parametry je ABCD-parametry. a-parametry kombinovaného obvodu lze získat násobením jejich matic ze dvou jednotlivou a-parametr matice.
{\displaystyle [\mathbf {a} ]=[\mathbf {a} ]_{1}\cdot [\mathbf {a} ]_{2}}
Řetěz n dvojbranů lze vyjádřit maticovým násobením n matic. Pro zkombinování kaskády b-parametrových matic, je třeba je opět znásobit, ale v opačném pořadí, tady;
{\displaystyle [\mathbf {b} ]=[\mathbf {b} ]_{2}\cdot [\mathbf {b} ]_{1}}

#### Příklad
Předpokládejme, že máme dvojbran sestávající ze sériového rezistoru R následovaného bočníkovým kondenzátorem C. Celý obvod můžeme modelovat jako kaskádu dvou jednodušších obvodů:
{\displaystyle {\begin{aligned}[][\mathbf {b} ]_{1}&={\begin{pmatrix}1&-R\\0&1\end{pmatrix}}\\\lbrack \mathbf {b} \rbrack _{2}&={\begin{pmatrix}1&0\\-sC&1\end{pmatrix}}\end{aligned}}}
Přenosová matice celého obvodu [b] je jednoduše maticovým násobením přenosové matice obou obvodových prvků:
{\displaystyle {\begin{aligned}[]\lbrack \mathbf {b} \rbrack &=\lbrack \mathbf {b} \rbrack _{2}\cdot \lbrack \mathbf {b} \rbrack _{1}\\&={\begin{pmatrix}1&0\\-sC&1\end{pmatrix}}{\begin{pmatrix}1&-R\\0&1\end{pmatrix}}\\&={\begin{pmatrix}1&-R\\-sC&1+sCR\end{pmatrix}}\end{aligned}}}
Tedy:
{\displaystyle {\begin{pmatrix}V_{2}\\-I_{2}\end{pmatrix}}={\begin{pmatrix}1&-R\\-sC&1+sCR\end{pmatrix}}{\begin{pmatrix}V_{1}\\I_{1}\end{pmatrix}}}

## Vztahy mezi parametry
|     | [z] | [y] | [h] | [g] | [a] | [b] |
| --- | --- | --- | --- | --- | --- | --- |
| [z] | {\displaystyle {\begin{pmatrix}z_{11}&z_{12}\\z_{21}&z_{22}\end{pmatrix}}}                                     | {\displaystyle {\frac {1}{\Delta \mathbf {[y]} }}{\begin{pmatrix}y_{22}&-y_{12}\\-y_{21}&y_{11}\end{pmatrix}}} | {\displaystyle {\frac {1}{h_{22}}}{\begin{pmatrix}\Delta \mathbf {[h]} &h_{12}\\-h_{21}&1\end{pmatrix}}}       | {\displaystyle {\frac {1}{g_{11}}}{\begin{pmatrix}1&-g_{12}\\g_{21}&\Delta \mathbf {[g]} \end{pmatrix}}}       | {\displaystyle {\frac {1}{a_{21}}}{\begin{pmatrix}a_{11}&\Delta \mathbf {[a]} \\1&a_{22}\end{pmatrix}}}        | {\displaystyle {\frac {1}{b_{21}}}{\begin{pmatrix}-b_{22}&-1\\-\Delta \mathbf {[b]} &-b_{11}\end{pmatrix}}}    |
| [y] | {\displaystyle {\frac {1}{\Delta \mathbf {[z]} }}{\begin{pmatrix}z_{22}&-z_{12}\\-z_{21}&z_{11}\end{pmatrix}}} | {\displaystyle {\begin{pmatrix}y_{11}&y_{12}\\y_{21}&y_{22}\end{pmatrix}}}                                     | {\displaystyle {\frac {1}{h_{11}}}{\begin{pmatrix}1&-h_{12}\\h_{21}&\Delta \mathbf {[h]} \end{pmatrix}}}       | {\displaystyle {\frac {1}{g_{22}}}{\begin{pmatrix}\Delta \mathbf {[g]} &g_{12}\\-g_{21}&1\end{pmatrix}}}       | {\displaystyle {\frac {1}{a_{12}}}{\begin{pmatrix}a_{22}&-\Delta \mathbf {[a]} \\-1&a_{11}\end{pmatrix}}}      | {\displaystyle {\frac {1}{b_{12}}}{\begin{pmatrix}-b_{11}&1\\\Delta \mathbf {[b]} &-b_{22}\end{pmatrix}}}      |
| [h] | {\displaystyle {\frac {1}{z_{22}}}{\begin{pmatrix}\Delta \mathbf {[z]} &z_{12}\\-z_{21}&1\end{pmatrix}}}       | {\displaystyle {\frac {1}{y_{11}}}{\begin{pmatrix}1&-y_{12}\\y_{21}&\Delta \mathbf {[y]} \end{pmatrix}}}       | {\displaystyle {\begin{pmatrix}h_{11}&h_{12}\\h_{21}&h_{22}\end{pmatrix}}}                                     | {\displaystyle {\frac {1}{\Delta \mathbf {[g]} }}{\begin{pmatrix}g_{22}&-g_{12}\\-g_{21}&g_{11}\end{pmatrix}}} | {\displaystyle {\frac {1}{a_{22}}}{\begin{pmatrix}a_{12}&\Delta \mathbf {[a]} \\-1&a_{21}\end{pmatrix}}}       | {\displaystyle {\frac {1}{b_{11}}}{\begin{pmatrix}-b_{12}&1\\-\Delta \mathbf {[b]} &-b_{21}\end{pmatrix}}}     |
| [g] | {\displaystyle {\frac {1}{z_{11}}}{\begin{pmatrix}1&-z_{12}\\z_{21}&\Delta \mathbf {[z]} \end{pmatrix}}}       | {\displaystyle {\frac {1}{y_{22}}}{\begin{pmatrix}\Delta \mathbf {[y]} &y_{12}\\-y_{21}&1\end{pmatrix}}}       | {\displaystyle {\frac {1}{\Delta \mathbf {[h]} }}{\begin{pmatrix}h_{22}&-h_{12}\\-h_{21}&h_{11}\end{pmatrix}}} | {\displaystyle {\begin{pmatrix}g_{11}&g_{12}\\g_{21}&g_{22}\end{pmatrix}}}                                     | {\displaystyle {\frac {1}{a_{11}}}{\begin{pmatrix}a_{21}&-\Delta \mathbf {[a]} \\1&a_{12}\end{pmatrix}}}       | {\displaystyle {\frac {1}{b_{22}}}{\begin{pmatrix}-b_{21}&-1\\\Delta \mathbf {[b]} &-b_{12}\end{pmatrix}}}     |
| [a] | {\displaystyle {\frac {1}{z_{21}}}{\begin{pmatrix}z_{11}&\Delta \mathbf {[z]} \\1&z_{22}\end{pmatrix}}}        | {\displaystyle {\frac {1}{y_{21}}}{\begin{pmatrix}-y_{22}&-1\\-\Delta \mathbf {[y]} &-y_{11}\end{pmatrix}}}    | {\displaystyle {\frac {1}{h_{21}}}{\begin{pmatrix}-\Delta \mathbf {[h]} &-h_{11}\\-h_{22}&-1\end{pmatrix}}}    | {\displaystyle {\frac {1}{g_{21}}}{\begin{pmatrix}1&g_{22}\\g_{11}&\Delta \mathbf {[g]} \end{pmatrix}}}        | {\displaystyle {\begin{pmatrix}a_{11}&a_{12}\\a_{21}&a_{22}\end{pmatrix}}}                                     | {\displaystyle {\frac {1}{\Delta \mathbf {[b]} }}{\begin{pmatrix}b_{22}&-b_{12}\\-b_{21}&b_{11}\end{pmatrix}}} |
| [b] | {\displaystyle {\frac {1}{z_{12}}}{\begin{pmatrix}z_{22}&-\Delta \mathbf {[z]} \\-1&z_{11}\end{pmatrix}}}      | {\displaystyle {\frac {1}{y_{12}}}{\begin{pmatrix}-y_{11}&1\\\Delta \mathbf {[y]} &-y_{22}\end{pmatrix}}}      | {\displaystyle {\frac {1}{h_{12}}}{\begin{pmatrix}1&-h_{11}\\-h_{22}&\Delta \mathbf {[h]} \end{pmatrix}}}      | {\displaystyle {\frac {1}{g_{12}}}{\begin{pmatrix}-\Delta \mathbf {[g]} &g_{22}\\g_{11}&-1\end{pmatrix}}}      | {\displaystyle {\frac {1}{\Delta \mathbf {[a]} }}{\begin{pmatrix}a_{22}&-a_{12}\\-a_{21}&a_{11}\end{pmatrix}}} | {\displaystyle {\begin{pmatrix}b_{11}&b_{12}\\b_{21}&b_{22}\end{pmatrix}}}                                     |

Kde Δ[x] je Determinant matice [x].
Určité dvojice matic mají obzvláště jednoduchý vztah. Admitanční parametry tvoří inverzní matici impedančních parametrů, inverzní hybridní parametry jsou inverzní maticí hybridních parametrů, a [b] tvar ABCD-parametrů je inverzní matice k [a] forma. Tj.
{\displaystyle {\begin{aligned}\left[\mathbf {y} \right]&=[\mathbf {z} ]^{-1}\\\left[\mathbf {g} \right]&=[\mathbf {h} ]^{-1}\\\left[\mathbf {b} \right]&=[\mathbf {a} ]^{-1}\end{aligned}}}

## Obvody s více než dvěma branami
Zatímco dvojbranné obvody jsou velmi běžné (například zesilovače a filtry), jiné elektrické obvody např. směrové vazebné členy a cirkulátory mají více než 2 brány. Následující reprezentace jsou použitelné pro obvody s libovolným počtem bran:
- Admitanční (y) parametry
- Impedanční (z) parametry
- Rozptylové (S) parametry

Například trojportové impedanční parametry vedou k následujícímu vztahu:
{\displaystyle {\begin{pmatrix}V_{1}\\V_{2}\\V_{3}\end{pmatrix}}={\begin{pmatrix}Z_{11}&Z_{12}&Z_{13}\\Z_{21}&Z_{22}&Z_{23}\\Z_{31}&Z_{32}&Z_{33}\end{pmatrix}}{\begin{pmatrix}I_{1}\\I_{2}\\I_{3}\end{pmatrix}}}
Následující reprezentace jsou však nutně omezeny na dvojbrany:
- Hybridní (h) parametry
- Inverzní hybridní (g) parametry
- Přenosové (ABCD) parametry
- Rozptylové přenosové (T) parametry

## Přechod dvojbranu na jednobran
Dvojbran má čtyři proměnné, z nichž dvě jsou nezávislé. Pokud je jedna z bran ukončená zátěží neobsahující nezávislý zdroj, pak si tato zátěž vynucuje vztah mezi napětím a proudem této brány. Tím se ztratí jeden stupeň volnosti, takže obvod bude mít pouze jeden nezávislý parametr. Dvojbran tak přejde na jednobranovou impedanci vůči zbývající nezávislé proměnné.
Uvažujme například impedanční parametry
{\displaystyle {\begin{pmatrix}V_{1}\\V_{2}\end{pmatrix}}={\begin{pmatrix}z_{11}&z_{12}\\z_{21}&z_{22}\end{pmatrix}}{\begin{pmatrix}I_{1}\\I_{2}\end{pmatrix}}}
Připojení zátěže ZL na bránu 2 efektivně přidá omezení
{\displaystyle V_{2}=-Z_{\mathrm {L} }I_{2}\,}
Záporné znaménko je způsobeno tím, že kladný směr I2 je orientován do dvojbranu místo do zátěže. Rozšířená rovnice přejde na tvar
{\displaystyle {\begin{aligned}V_{1}&=Z_{11}I_{1}+Z_{12}I_{2}\\-Z_{\mathrm {L} }I_{2}&=Z_{21}I_{1}+Z_{22}I_{2}\end{aligned}}}
Druhou rovnici lze snadno vyřešit pro I2 jako funkci proudu I1 a tento výraz je možné dosadit za I2 do první rovnice ponechává V1 ( a V2 a I2 ) jako funkce I1
{\displaystyle {\begin{aligned}I_{2}&=-{\frac {Z_{21}}{Z_{\mathrm {L} }+Z_{22}}}I_{1}\\[3pt]V_{1}&=Z_{11}I_{1}-{\frac {Z_{12}Z_{21}}{Z_{\mathrm {L} }+Z_{22}}}I_{1}\\[2pt]&=\left(Z_{11}-{\frac {Z_{12}Z_{21}}{Z_{\mathrm {L} }+Z_{22}}}\right)I_{1}=Z_{\text{in}}I_{1}\end{aligned}}}
Ve výsledku tedy I1 zaznamená (vidí) vstupní impedance Zin a vliv dvojbranu na vstupní obvod byl efektivně stažen na jednobran; tj. na jednoduchou impedanci se dvěma svorkami.